# 莫琳·凯尔德
莫琳·凯尔德（英語：Maureen Caird，1951年9月29日—），澳大利亚女子田径运动员。她曾代表澳大利亚参加1968年和1972年夏季奥林匹克运动会田径比赛，其中1968年奥运会获得一枚金牌。